# 芝麻
脂麻，俗作芝麻，別名巨胜、苣蕂、油麻、胡麻，是脂麻科脂麻屬植物。它遍佈世界上的熱帶地區，在温带地区也有种植。因為它的種子含油率较高并是可食用的，所以它被大量種植。由於品種差異，芝麻有黑、白等不同顏色的區別。芝麻既可食用又可作为油料。

## 形态
芝麻為一年生植物，植株高度約50-100釐米高，全株被茸毛，茎直立，四棱形，单干或分枝。葉對生或互生，葉緣全緣，葉長約4至14釐米，葉披針形、心脏形或椭圆形，在植株基部的葉子較闊，寬度約五釐米；在花莖上的葉子較窄，寬度約一釐米。花一般都是筒形四瓣的，長約3到5釐米，顏色是白色到紫色。种子扁椭圆形，有白、黄、棕红或黑色。喜温耐旱，不耐霜涝。
- 植株
- 植株花
- 芝麻田(尼泊爾)
- 花
- 蒴果
- 種子(白芝麻)

## 歷史
人類很早就掌握了從芝麻提取植物油的技術。脂麻属有很多不同品種的植物，大部分都是野生的，分布在撒哈拉以南非洲；而此栽培種芝麻源自印度。考古學家在印度次大陸發現碳化的芝麻，推算古印度人在公元前3000年左右驯化了芝麻。大約在一千年後，印度河流域文明可能就已經外銷芝麻油到美索不达米亚。在非洲，古埃及馴化芝麻的時間大約在新王國時期，古埃及莎草紙文獻埃伯斯纸草卷將芝麻列入药用植物。图坦卡蒙陵寢的陪葬品中包括裝有芝麻的籃子，可以證明公元前1350年古埃及已經有芝麻；後來西亞的烏拉爾圖也掌握了芝麻種植與榨油技術，也有學者主張芝麻源自埃塞俄比亚。歷史上，芝麻可以長在環境較差的土地上，不太需要額外照顧，又有抗旱、抗澇、耐高溫的特性，適合種在沙漠邊緣，因此受到農人青睞。
在東亞，史前錢山漾遺址、水田畈遗址曾出土芝麻，而南北朝農書《齊民要術》紀載「胡麻」是汉朝張騫從外國引入中國，從黃河流域傳至全國。在统一新罗時期，芝麻以食用油用途在朝鲜半岛大受歡迎；十世紀時，高麗由於要進貢芝麻油給中國，而進行芝麻管制。受汉传佛教素食影響，芝麻由於有助補充營養而大量使用；即使之後朝鲜王朝崇儒排佛，芝麻依然使用至今。日本使用芝麻最早紀錄在奈良時代，芝麻種植用於食用、製作燈油，平安时代文獻《延喜式》紀載芝麻可藥用並製成和菓子。

## 用途
芝麻的營養成份主要為脂肪、蛋白質、醣類，並含有豐富的纖維、卵磷脂、維生素B群、E與鎂、鉀、鋅及多種微量礦物質。
根據《本草綱目》，芝麻味甘、性平，是屬於強壯滋養藥物，有潤膚、補血、明目、補益精血、潤燥滑腸、生津等作用。還可降低血糖，增加肝臟及肌糖元含量，也可降低血中膽固醇含量。適合因肝腎不足所致的脫髮、皮膚乾燥、便秘、病後體虛、眩暈等症的中老年人食用。芝麻還是治療掉髮、痔瘡的食材，经常吃芝麻能使頭髮烏黑也有利于頭髮生長。《本草求真》說：“胡麻補血、暖脾、耐飢。凡須髮不烏，以投。”
芝麻籽經炒焙、磨碎即成芝麻酱；芝麻榨油即為麻油，混合大豆油或其他食用油脂後即為香油，同時具備芝麻氣味，且價格較低。
- 芝麻油
- 腸粉加芝麻
- 土耳其芝麻麵包 (Simit)
- 漢堡

## 外部連結

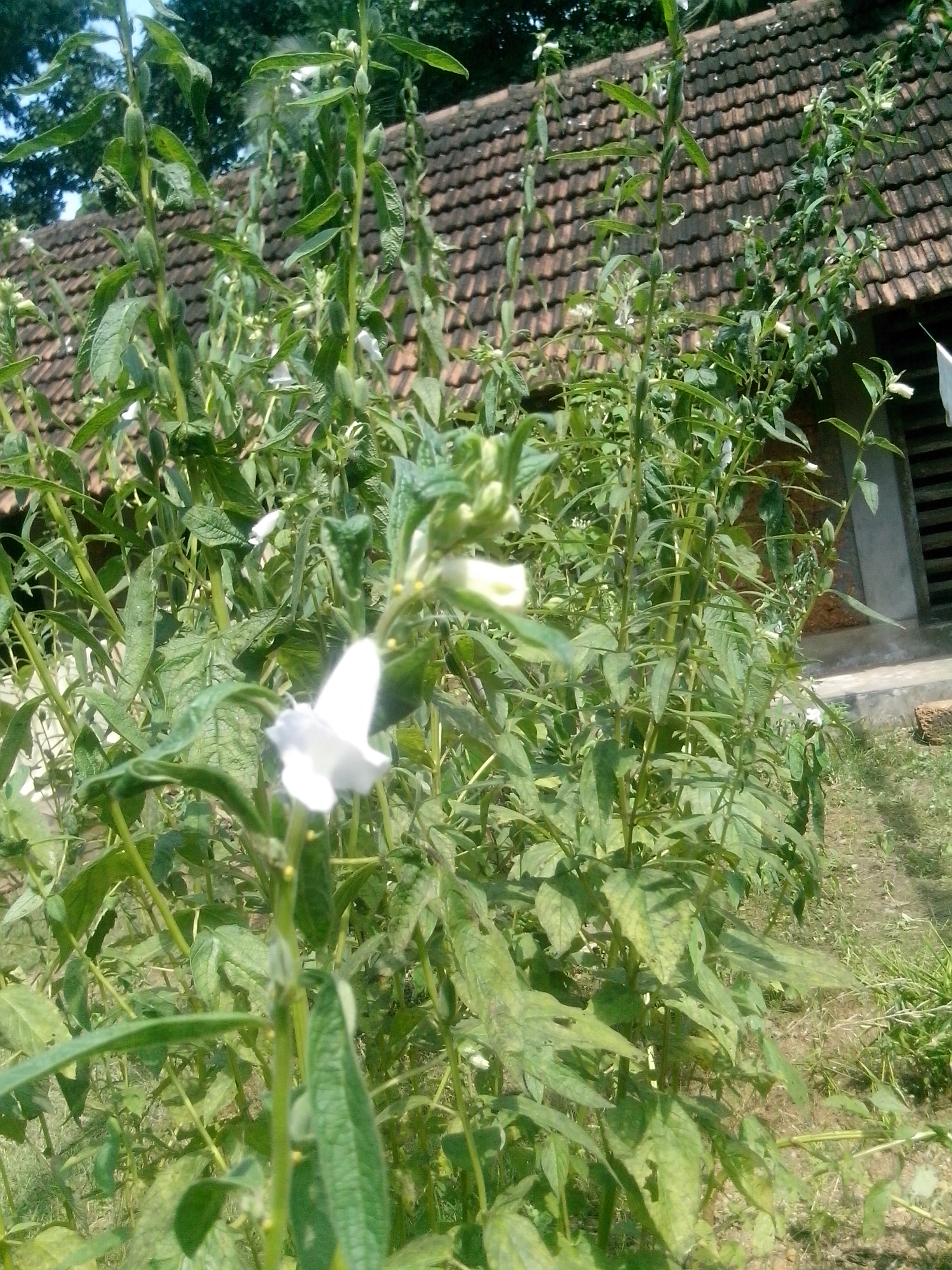
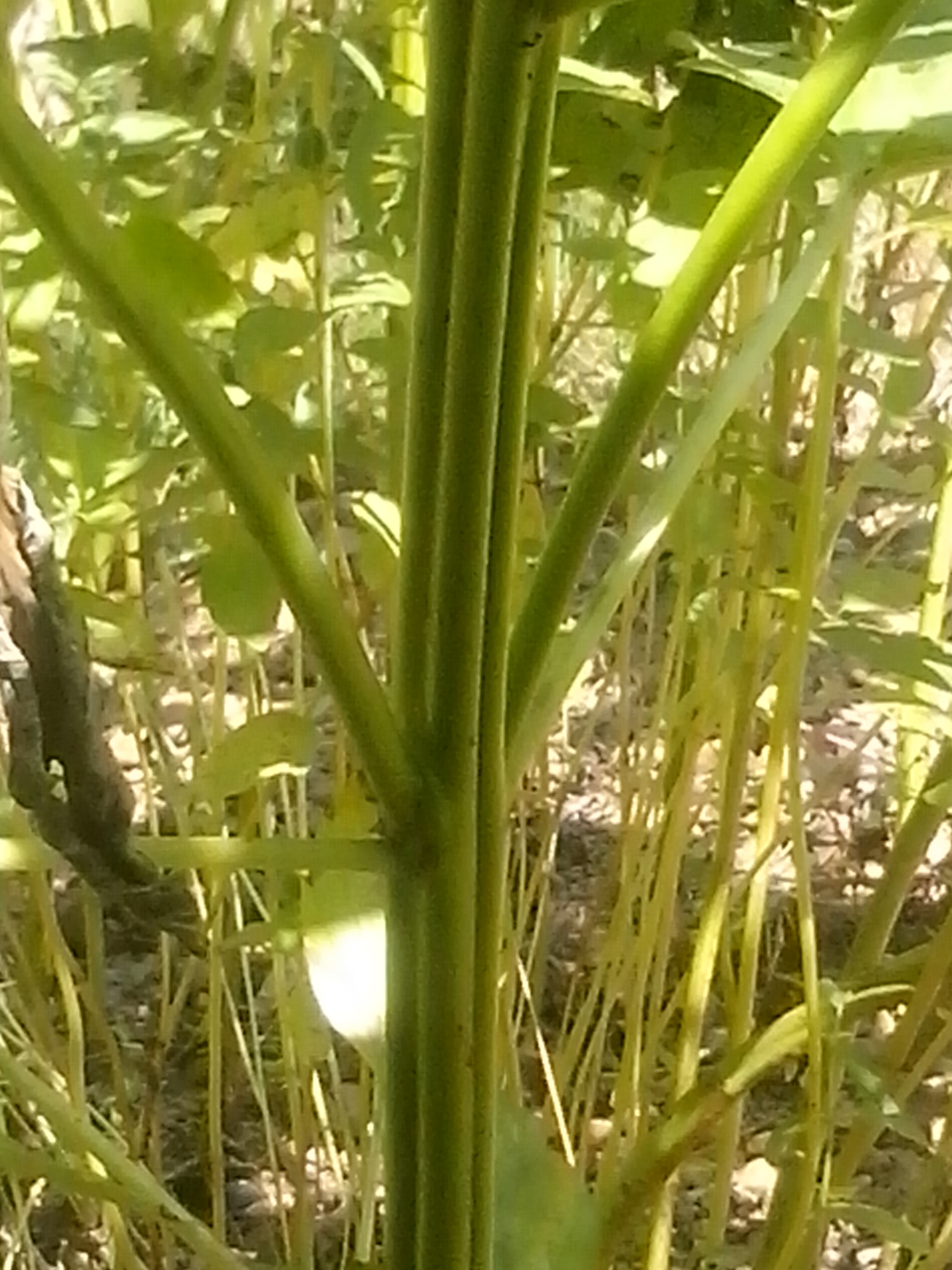
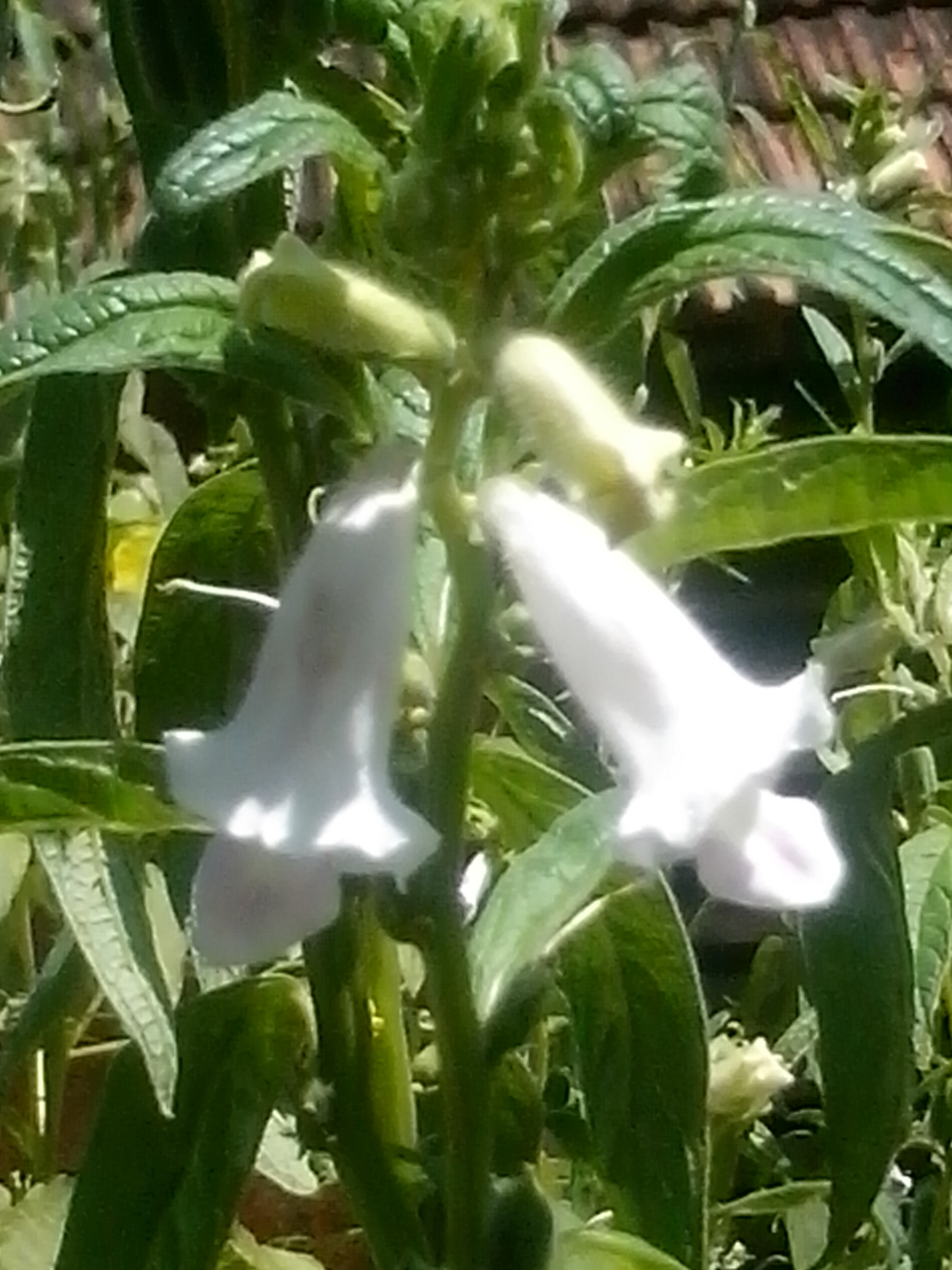
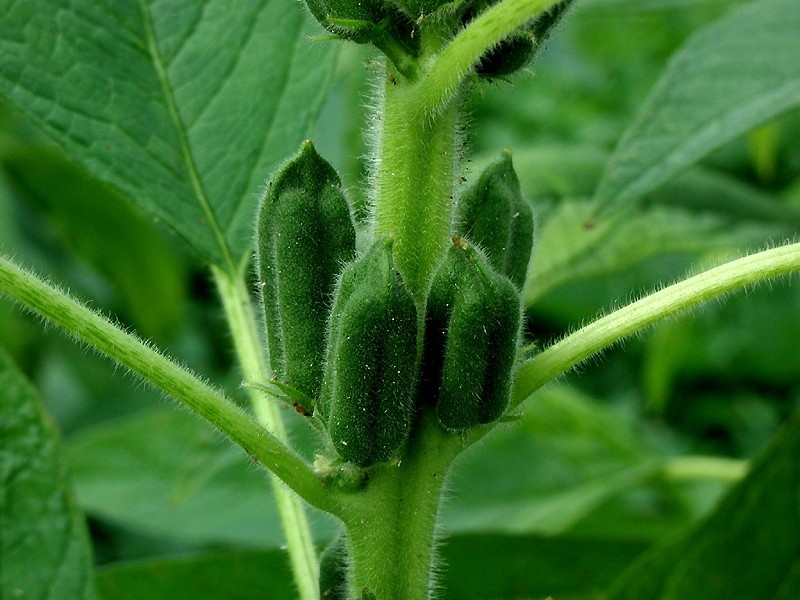

- （简体中文）中国数字植物标本馆中的相关内容：芝麻
- Sesamum indicum （页面存档备份，存于） in Flora of Pakistan
- Katzer's Spice Pages: Sesame （页面存档备份，存于）
- 芝麻 Zhima （页面存档备份，存于） 藥用植物圖像數據庫 (香港浸會大學中醫藥學院) （中文）（英文）
- 黑芝麻 Hei Zhi Ma （页面存档备份，存于） 中藥標本數據庫 (香港浸會大學中醫藥學院) （繁體中文）（英文）
- 芝麻的保健成分：芝麻素功效